# كفر حافظ
قرية كفر حافظ هي إحدى القرى التابعة لمركز أبو حماد في محافظة الشرقية في جمهورية مصر العربية. حسب إحصاءات سنة 2006، بلغ إجمالي السكان في كفر حافظ 7644 نسمة، منهم 3935 رجل و3709 امرأة.

## التاريخ
قرية كفر حافظ من القرى الحديثة، حيث كانت هناك ناحية قديمة تُعرف باسم «الحوض المنصوري» ذكرها ابن الجيعان في كتاب «التحفة السنية في أسماء البلاد المصرية»، وقال هي مجاورة لقرية طنيجر، ثم أُلغيت ناحية الحوض المنصوري سنة 1228هـ/1813م وضُمت أراضيها إلى أراضي قرية بني جري. ظهرت بعد ذلك عدة عزب في أراضي ناحية الحوض المنصوري القديمة كان كفر حافظ أكبرها کفر حافظ. وفي سنة 1324هـ/1906م، صدر قرار إداري بإنشاء قرية باسم «كفر حافظ بك» نظرًا لبُعد أراضيها عن مقر عمدة بني جري، وفي سنة 1353هـ/1934م، صدر قرار بفصلها ماليًا عن قرية بني جري. ويُذكر أن القرية نُسبت إلى «حسن حافظ بك» أحد مُلّاك الأراضي بها وقت التسمية، كما كانت القرية تتبع مركز الزقازيق حتى أُنشئ مركز أبو حماد سنة 1359هـ/1940م فألحقت به القرية لقربه منها.